# Hymenopenaeus furici
Hymenopenaeus furici är en kräftdjursart som beskrevs av Crosnier 1978. Hymenopenaeus furici ingår i släktet Hymenopenaeus och familjen Solenoceridae. Inga underarter finns listade i Catalogue of Life.